# Fin.K.L
 (juin 2017).
Si vous disposez d'ouvrages ou d'articles de référence ou si vous connaissez des sites web de qualité traitant du thème abordé ici, merci de compléter l'article en donnant les références utiles à sa vérifiabilité et en les liant à la section « Notes et références ».
FIN.K.L (en Hangeul : 핑클) est un girl group sud-coréen ayant débuté en 1998 sous le label DSP Entertainment et s'étant séparé en 2005. FIN.K.L est considéré comme l'un des plus grands groupes féminins de K-pop de la fin des années 1990 au début des années 2000 avec les groupes Baby V.O.X et SES. Le groupe connait un grand succès, les ventes d'albums étant estimées à plus de 2 millions d'exemplaires vendus tout en étant récompensé à de multiples reprises jusqu'à la première séparation du groupe en 2002. En 2005, le groupe décide de se former à nouveau et sort un nouvel album digital avant que les membres décident de quitter DSP Entertainment et de poursuivre chacune une carrière solo dans divers domaines via différentes agences. Techniquement, aucun communiqué officiel affirme que les FIN.K.L soient totalement séparées malgré l'inactivité du groupe depuis 2005.
Le nom du groupe : FIN.K.L est un contraction de Fine Killing Liberty ce qui est censé signifier que le groupe se bat contre « l'oppression de toutes les libertés ». Ce nom a été choisi par les fans lors d'un sondage lancé par DSP Entertainment afin de trouver le nom de son futur girl group.

## Historique

### Création et début (1998)
La création de FIN.K.L a lieu en 1998. La première membre à être sélectionnée pour faire partie du groupe est Ock Joo-hyun. Elle est découverte par DSP alors qu'elle participe à un concours de chant transmis à la radio où elle chante la chanson Hero de Mariah Carey et deviendra la chanteuse principale du groupe par la suite. La seconde membre à rejoindre le groupe est une amie de Ock Joo-Hyun: Lee Jin, convaincue par son amie de participer aux auditions pour être choisie dans le groupe. Lee Jin sera choisie par DSP en interprétant la chanson Blessed Me du chanteur coréen Eco. La troisième membre à rejoindre le groupe est Sung Yu-ri, découverte lors d'un voyage scolaire. DSP décide d'ajouter une quatrième membre au groupe et choisit par conséquent Annie Lee. Mais cette dernière décide de quitter le groupe quelques mois plus tard et c'est donc Lee Hyori, découverte alors qu'elle prenait des photos avec ses amies dans la rue, qui est finalement choisie pour la remplacer et deviendra ensuite la leader du groupe.
FIN.K.L étant ainsi formé, leur premier album Blue Rain ne tarde pas à sortir, toujours en 1998. Dans les années 1990, le concept musical à la mode en Corée est un concept mignon avec la réalisation de clips légèrement niais ainsi que de musiques entêtantes. Le groupe féminin le plus populaire fin 1990, SES (sous le label SM Entertainment), reprend parfaitement ce concept. Ainsi, dès ses débuts, FIN.K.L cherche à se démarquer de cette image niaise et mignonne en se lançant dans des rythmes ainsi que des ballades un peu plus R'n'B. Peu de temps après la sortie du single Blue Rain, FIN.K.L sort un nouveau single To My Boyfriend. Cette fois-ci, la chanson se rapproche plus de la Pop typique ainsi que du concept mignon. Le premier album du groupe remporte un certain succès en Corée du Sud.

### WhiteetS.P.E.C.I.A.L(1999)
Le 13 mai 1999, le groupe sort son deuxième album White. L'album remporte un franc succès puisque les ventes s'écoulent à environ 700 000 exemplaires. L'album contient des chansons populaires en Corée telles que Everlasting Love (en Hangeul : 영원한 사랑) et Pride (en Hangeul : 자존심).
Le 24 novembre 1999, FIN.K.L sort son premier mini-album S.P.E.C.I.A.L. L'album comporte des chansons « spéciales » et est vendu en édition limitée. Les deux plus célèbres chansons de ce mini-album sont incontestablement la ballade To My Prince (en Hangeul : 나의 왕자님께) et White (en Hangeul : 나의 왕자님께) qui est plutôt une chanson Pop. S.P.E.C.I.A.L contient également un remake de la chanson Like An Indian Doll (en Hangeul : 인디언 인형처럼) de la chanteuse coréenne des années 80, Na-mi. Ce mini-album se vend à 340 000 copies et aucun clip vidéo n'est réalisé pour accompagner les musiques qu'il comporte.
Ces deux albums, qui remportèrent un certain succès en Corée du Sud ont permis à FIN.K.L de remporter un Daesang (l'équivalent Coréen d'un Grammy) à la fin de l'année 1999 et de faire acquérir au groupe une certaine notoriété sur la scène musical coréenne.

### NowetMelodies and Memories(2000-2001)
Le 6 octobre 2000 Now, le troisième album de FIN.K.L, sort en Corée. Cet album marque un changement total de l'image du groupe. On n'y retrouve plus les musiques et les tenues mignonnes des précédents albums mais un concept plutôt sexy et formel soulignant la prise de maturité et l'arrivée à l'âge adulte de chacune des membres du groupe. Ce changement est également représenté dans le deuxième single de l'album Feel Your Love où les membres s'affichent en uniformes d'écolières signifiant l'évolution de jeunes adolescentes à femmes fatales du groupe. Le premier single de l'album Now est diffusé avec un clip et les filles réalisent de nombreuses performances de la chanson à la télévision ou lors de concerts. Cependant Feel Your Love sera relativement ignoré par le public coréen. L'album se vendra à environ 400 000 copies.
En avril 2001, FIN.K.L réalise son 2ème mini-album intitulé Melodies and Memories seulement 6 mois après la sortie de Now. Ce second mini-album est particulier puisqu'il ne contient pas de nouvelles chansons du groupe mais plutôt des reprises de chansons et de hits coréens des années 1980 et 1990. Melodies and Memories ne vise donc pas le public habituel du groupe, qui est composé pour la plupart d'adolescents, mais un public un peu plus âgé et nostalgique des anciens hits de son enfance. À la fin de l'année 2001, les ventes de ce mini-album sont estimées à près de 300 000 copies.

### Dernier album: Eternity(2002)
C'est au printemps 2002 que le dernier album du groupe, Eternity, est réalisé. Le premier single de l'album Forever est une chanson triste parlant de l'attente interminable d'un amour perdu. Le clip vidéo de la chanson raconte quatre histoires tragiques concernant la perte de l'innocence dans laquelle chaque membre joue un rôle différent : Sung Yu-ri incarne une prostituée, Ock Joo-hyun joue le rôle d'une femme au foyer malade, Lee Jin est une artiste dépressive cherchant à se suicider et Lee Hyori prend les traits d'une boxeuse ayant perdu un doigt. Forever devient vite populaire en Corée même si la promotion de ce single n'est pas énorme comparée aux précédentes promotions des singles du groupe. L'album Eternity se vendra à presque 300 000 d'exemplaires.

### La fin? (2002-2006)
Toujours en 2002 et après la sortie de leur quatrième album, les membres des FIN.K.L décident chacune de se consacrer à leurs activités solo : Pour Ock Joo-hyun et Lee Hyori, leurs carrières solo seront plutôt tournées vers le monde de la musique. En revanche, Sung Yu-ri et Lee Jin choisiront la voie des dramas en se consacrant à des carrières d'actrices.
C'est vers la fin de l'année 2005 qu'un Come-Back des FIN.K.L est annoncé. En effet, les filles reviennent avec un nouveau single digital intitulé Fine Killing Liberty. Mais le manque de promotion causera un échec commercial de ce dernier. Pour compenser le manque de ventes du single, les FIN.K.L sortent un DVD collector Fin.K.L Forever ainsi que deux autres DVD : l'un regroupant ainsi l'ensemble de leurs clips vidéos et un autre étant une compilation de leurs performances lives. Le groupe sort aussi un photobook et la version CD de leur single Fine Killing Liberty.
Fin 2006, il est annoncé que toutes les membres du groupe décident de ne pas renouveler leurs contrats avec DSP Entertainment et de signer avec d'autres agences. Néanmoins, aucun communiqué de DSP semble confirmer officiellement la séparation du groupe même si les filles font maintenant parties de différentes agences. Cette situation plutôt floue continue d'entretenir de nombreuses spéculations concernant le statut actuel du groupe et il est cependant dit que FIN.K.L ne serait pas officiellement séparé.
Le groupe s'est reformé lors d'une très courte occasion pendant un concert de Lee Hyori ayant eu lieu le 10 décembre 2008. Depuis cette date, le groupe n'a plus jamais fait d'apparitions et n'a pas non plus revendiqué un statut de groupe actif.

## Membres
| Nom de scène | Nom de scène | Nom de naissance | Nom de naissance | Date de naissance | Nationalité            | Position                                                   |
| Romanisé     | Coréen       | Romanisé         | Cor./chi.        | Date de naissance | Nationalité            | Position                                                   |
| ------------ | ------------ | ---------------- | ---------------- | ----------------- | ---------------------- | ---------------------------------------------------------- |
| Hyori        | 효리         | Lee Hyori        | 이효리           | 10 mai 1979       | Sud-coréenne           | Leader, chanteuse principale, visuel, unnie (la plus âgée) |
| Joohyun      | 주현         | Ock Joohyun      | 옥주현           | 20 mars 1980      | Sud-coréenne           | Chanteuse principale                                       |
| Jin          | 진           | Lee Jin          | 이진             | 21 mars 1980      | Sud-coréenne           | Chanteuse                                                  |
| Yuri         | 유리         | Sung Yuri        | 성유리           | 3 mars 1981       | Sud-coréenne/allemande | Vocaliste, visuel, maknae (la plus jeune)                  |

## Discographie

### Albums
1. Blue Rain (1998)
2. White (1999)
3. S.P.E.C.I.A.L (1999)
4. Now (2000)
5. Melodies and Memories (2001)
6. Eternity (2002)